# Zerynthia deyrollei
Zerynthia deyrollei är en fjärilsart som först beskrevs av Charles Oberthür 1869.  Zerynthia deyrollei ingår i släktet Zerynthia och familjen riddarfjärilar. Inga underarter finns listade i Catalogue of Life.

## Bildgalleri

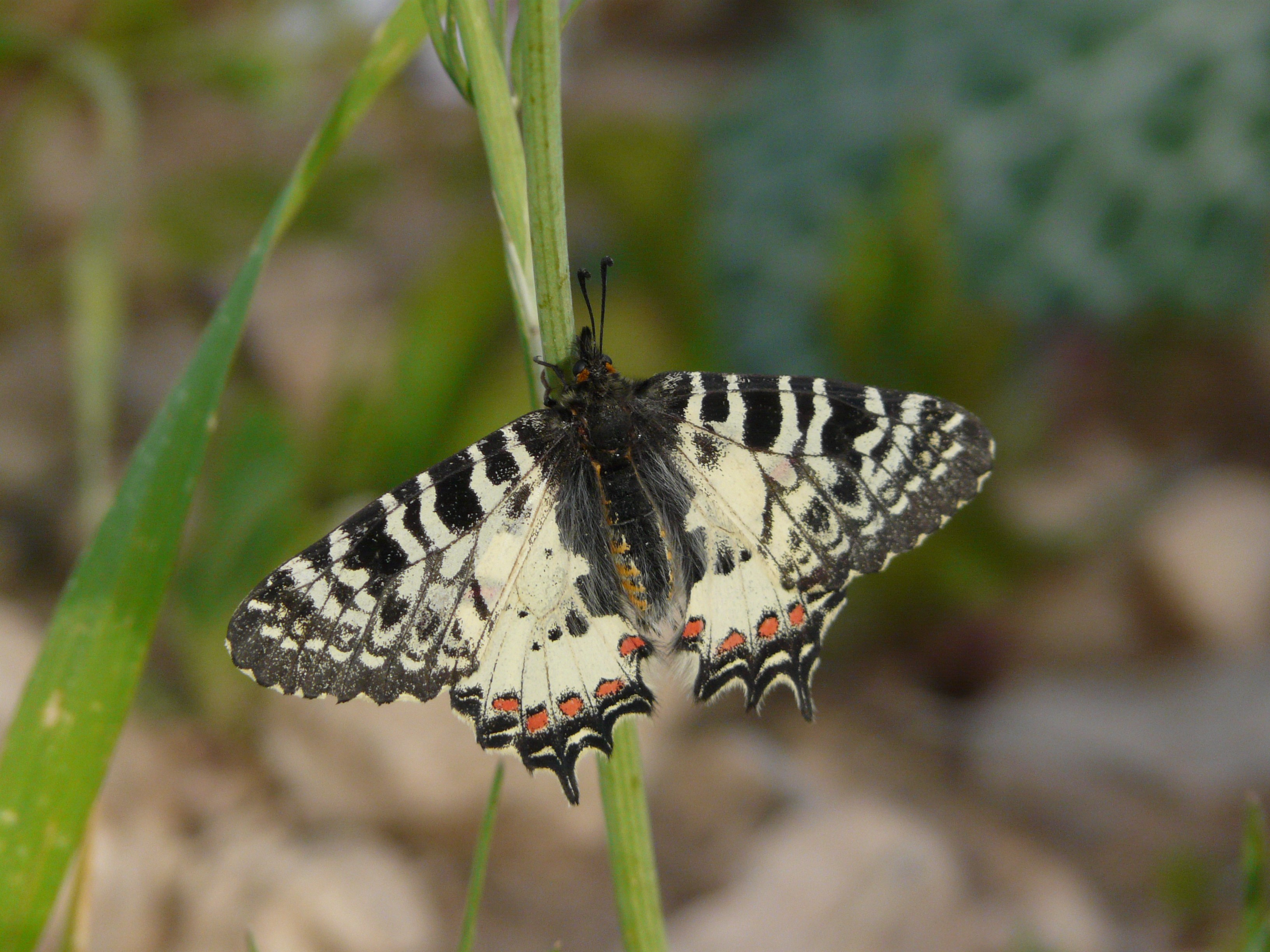
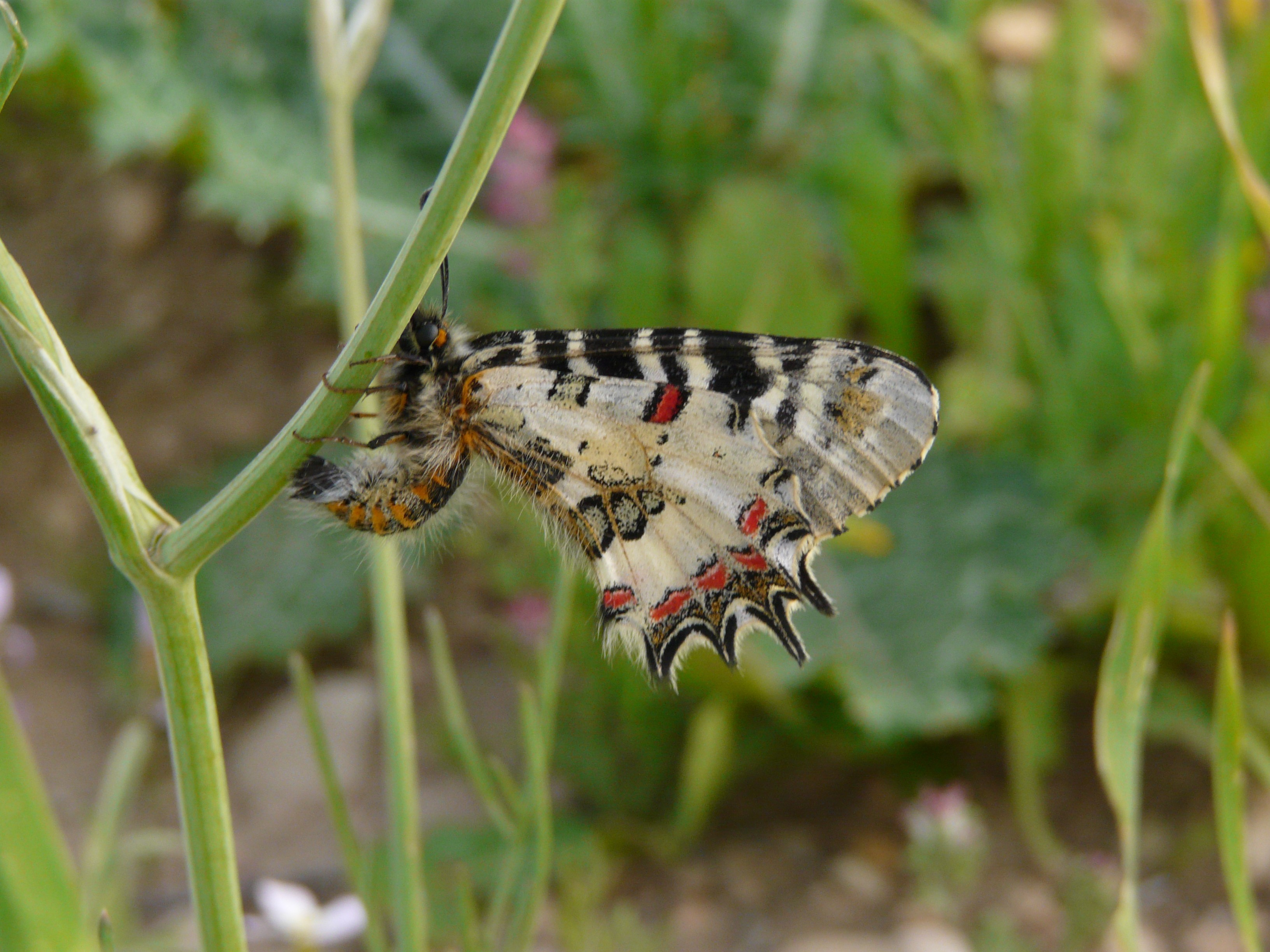